# (21436) Chaoyichi
(21436) Chaoyichi – planetoida z głównego pasa planetoid okrążająca Słońce w ciągu 3,23 lat w średniej odległości 2,19 j.a. Odkryta 31 marca 1998 roku w ramach programu LINEAR.
Nazwa planetoidy pochodzi od Chao Yi-Chi, która zwyciężyła w naukowym konkursie Intel International Science and Engineering Fair w 2006 roku.